# Окинский
Оки́нский — посёлок в Куйтунском районе Иркутской области России. Входит в Барлукского муниципального образования.

## География
Находится на левом берегу реки Оки, в 9 км к северу от центра сельского поселения, села Барлук, в 44 км к северо-востоку от райцентра, пгт Куйтун.

## Население
| 2002 | 2010 | 2011 | 2012 |
| ---- | ---- | ---- | ---- |
| 188  | ↘107 | →107 | ↘102 |

По данным Всероссийской переписи, в 2010 году в посёлке проживало 107 человек (49 мужчин и 58 женщин).